# Wyglądały
Wyglądały – wieś w Polsce położona w województwie mazowieckim, w powiecie wołomińskim, w gminie Jadów. Ma status sołectwa.
Wieś królewska położona była w drugiej połowie XVI wieku w powiecie kamienieckim ziemi nurskiej województwa mazowieckiego. W latach 1975–1998 miejscowość administracyjnie należała do województwa siedleckiego.
Wierni Kościoła rzymskokatolickiego należą do parafii św. Jakuba Apostoła w Jadowie.